# Qianxian

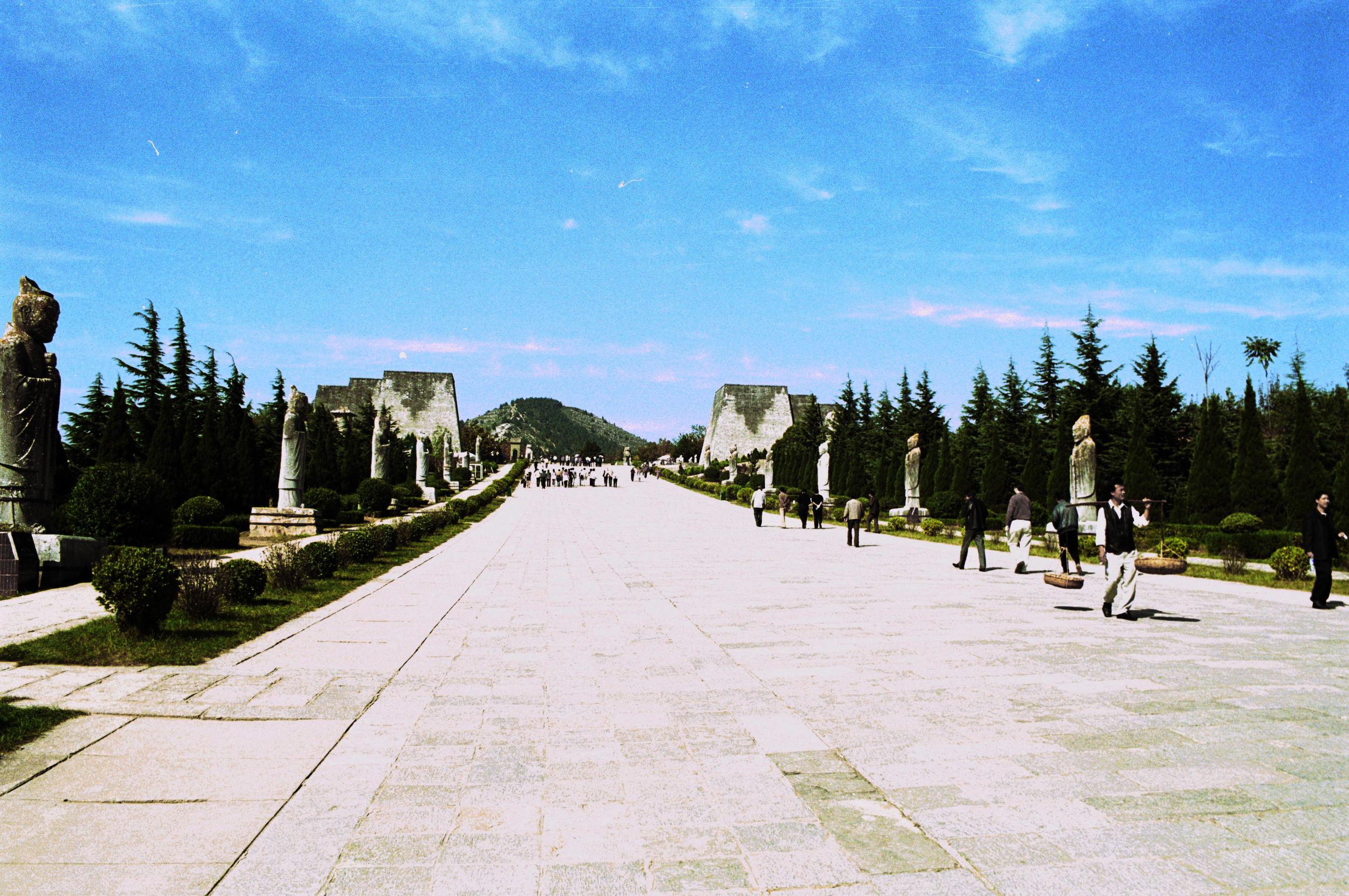
Mausoléu Qianling.

O xiàn de Qian ou Qianxian é um concelho de Xianyang em Shaanxi, China.

## Monumentos históricos
Um complexo de túmulos imperiais que remonta da Dinastia Tang, denominado Mausoléu Qianling está localizado na Montanha Linagshan em Qianxian, a 6 km do núcleo urbano do município e a 74 km de Xi'an.